# Sumqayit
Sumqayit (Сумгайыт, Sumqayıt på aserbajdsjansk, tidligere russisk navn Сумгаит, Sumgait) er den tredje største by i Aserbajdsjan, ved Det Kaspiske Hav, 30 km nordvest for hovedstaden Baku. Byens har en befolkning på 357.900 indbyggere (2007).

## Historie
Den tidligste kendte bosættelse ved Sumgayit er fra 1580, men udviklingen som by skete først i 1920'erne da den var en del af Sovjetunionen. I 1935 blev det bestemt at udvikle sværindustri på Apsheron-næsset, og Sumgayit blev udvalgt som center i kraft af sin beliggenhed nær Baku og nær eksisterende jernbane.
Et varmekraftværk blev bygget i perioden 1938-1941 for at forsyne Bakus voksende olieindustri med elektricitet. Flere industrivirksomheder fulgte. I 1949 fik Sumqayit officiel bystatus. Efter at Aserbajdsjan blev et selvstændigt land, er industrien gået i forfald. 

## Forurening
Industrien gjorde området stærkt forurenet, og Sumqayit blev i 2006 udpeget som et af verdens ti mest forurenede steder af Blacksmith Institute. Instituttet rapporterede, at industriområdet er forurenet med organiske miljøgifte og tungmetaller. Tilfælde af kræft forekommer 51% hyppigere end i det nationale gennemsnit. Genetiske mutationer og fødselsdefekter er almindeligt forekommende.
Nomineringen blev gentaget i 2007 og gengivet i tidsskrifterne Time magazine og af Scientific American.